# CD Tenerife
Club Deportivo Tenerife je španělský fotbalový klub z města Santa Cruz de Tenerife na Kanárských ostrovech. Založen byl roku 1922. Klub hrál jen dvakrát evropské poháry, ovšem úspěšně – v sezóně 1996/97 postoupil až do semifinále Poháru UEFA. Ve španělské první lize hrál v letech 1961–62, 1989–99, 2001–02 a 2009–10.
Hrával za něj též český fotbalista Pavel Hapal.

## Kompletní výsledky v evropských pohárech
| Sezóna    | Soutěž     | Kolo        | Zem soupeře | Soupeř              | Doma | Venku | Celkem |
| --------- | ---------- | ----------- | ----------- | ------------------- | ---- | ----- | ------ |
| 1993–1994 | Pohár UEFA | 1. kolo     | Francie     | AJ Auxerre          | 2–2  | 1–0   | 3–2    |
|           |            | 2. kolo     | Řecko       | Olympiacos          | 2–1  | 3–4   | 5–5    |
|           |            | 3. kolo     | Itálie      | Juventus            | 2–1  | 0–3   | 2–4    |
| 1996–1997 | Pohár UEFA | 1. kolo     | Izrael      | Maccabi Tel-Aviv    | 3–2  | 1–1   | 4–3    |
|           |            | 2. kolo     | Itálie      | Lazio               | 5–3  | 0–1   | 5–4    |
|           |            | 3. kolo     | Nizozemsko  | Feyenoord Rotterdam | 0–0  | 4–2   | 4–2    |
|           |            | čtvrtfinále | Dánsko      | Brøndby IF          | 0–1  | 2–0   | 2–1    |
|           |            | semifinále  | Německo     | FC Schalke 04       | 1–0  | 0–2   | 1–2    |